# Schlupf
Schlupf (von „schlüpfen“) bezeichnet im Allgemeinen das Abweichen der Geschwindigkeiten miteinander in Reibkontakt stehender mechanischer Elemente oder Fluide unter tangentialer Belastung.

## Riemenantriebe
Zwei durch einen Treibriemen (Rundriemen oder Flachriemen) verbundene Riemenscheiben sollen sich mit gleicher Umfangsgeschwindigkeit, nämlich der Geschwindigkeit des Riemens, drehen. Falls jedoch Kraft übertragen wird, ist der Teil des Riemens, der hin zur antreibenden Scheibe läuft (Lasttrum), gegenüber dem mit geringerer Zugkraft zurücklaufenden Teil (Leertrum) gedehnt und läuft deshalb mit größerer Geschwindigkeit. Diese beiden Geschwindigkeiten sind etwa die Umfangsgeschwindigkeiten der Scheiben. Dieser sogenannte Dehnschlupf ist proportional zur Dehnung und damit nahezu proportional zur übertragenen Kraft.
Die Änderung der Dehnung geschieht unter Gleitreibung auf den Riemenscheiben jeweils beim Ablauf des Riemens und in einem Bereich davor, dessen Ausmaß von der Riemenspannung abhängt.
Zusätzlich zum Dehnschlupf kann beim Riementrieb noch Gleitschlupf auftreten, vorwiegend kurzzeitig beim Anlaufen, aber bei Überlastung auch über die ganze Auflagefläche. Dann verschleißt der Riemen schnell. Das Durchrutschen kann beim An- oder Abtriebsrad eintreten – typischerweise beim Rad mit der geringeren Umschlingung. Im Extremfall bleibt der Abtrieb stehen.
Der Gleitschlupf lässt sich konstruktiv durch Vergrößern des Umschlingungswinkels, durch Verwendung von Keil(rippen)riemen und durch Verwendung eines Riemenwerkstoffs mit größerer Reibzahl verringern. Außerdem ist bei Riementrieben meist eine Spannvorrichtung vorhanden, die das Auftreten von Gleiten hinausschiebt. Meist muss ein Riementrieb schlicht nur gespannt werden, um von Gleitschlupf zu Dehnschlupf zurückzukehren. Das Nachspannen ist dann erforderlich, wenn sich das Gleitschlupfen durch Riemenquietschen zeigt.
Um Gleitschlupf ganz zu vermeiden, werden Zahnriemen oder Ketten eingesetzt. Die grundsätzliche Alternative sind Zahnradgetriebe und (für die Funktion der räumlichen Leistungsübertragung) sich drehende Wellen.

## Hydraulische Kupplung
Auch in hydraulischen Kupplungen tritt Schlupf auf. Durch die Viskosität der Kupplungsflüssigkeit wird die Kraftübertragung erreicht. Fällt durch Erhitzen infolge Überlastung die Viskosität stark ab, geht ebenfalls der viskose Schlupf in einen technisch nicht mehr nutzbaren Restschlupf über. Ein nichtlinearer sprunghafter Übergang von ordnungsgemäßer Funktion zu fehlerhafter Funktion tritt nicht durch Übergang von Haftreibung zu Gleitreibung ein, sondern durch Überschreiten einer Grenztemperatur oder nach Alterung der Kupplungsflüssigkeit.

## Drehstrom-Asynchronmaschine
Der Schlupf ist die Drehzahl-Differenz zwischen Ständerdrehfeld (Stator) und Läufer (Rotor), meist angegeben als Prozentwert bezogen auf die Drehfelddrehzahl.
Würde sich der Läufer mit der gleichen Drehzahl wie das Ständerdrehfeld drehen, so wäre keine magnetische Flussänderung im Läufer mehr möglich, und der Läufer würde kein Drehmoment aufbringen.
Die Läuferdrehzahl ist deshalb im Motorischen Betrieb immer kleiner als die Drehfelddrehzahl. Beispiel: Bei einer Drehstrom-Asynchronmaschine mit einer Stator-Spule für jede der drei Phasen rotiert das magnetische Drehfeld bei einer Netzfrequenz von 50 Hz mit 3000 Umdrehungen pro Minute. Laut Typenschild beträgt die Drehzahl des Ankers aber nur 2700/min. Der Schlupf von 300/min ist lastabhängig und verläuft nahezu proportional zum Läuferwirkungsgrad. Bei Motornennleistung liegt er je nach Motorgröße zwischen 1,2 % und 10 % der Drehfelddrehzahl. Kleinere Drehstrommotoren haben schlechtere Wirkungsgrade und demzufolge auch die größeren Schlupfwerte:
{\displaystyle s={\frac {n_{\mathrm {D} }-n_{2}}{n_{\mathrm {D} }}},}
mit {\displaystyle n_{\mathrm {D} }} = Drehfelddrehzahl und {\displaystyle n_{2}} = Läuferdrehzahl

## Propeller
Der Schlupf eines Schiffspropellers, fachsprachlich „Slip“ genannt, ist die Differenz zwischen theoretisch zurückgelegtem Weg und wirklich zurückgelegtem Weg relativ zum theoretisch zurückgelegtem Weg.
Der technische Wert eines Propellers wird in Steigung festgelegt.
Ein Propeller mit einer Steigung von z. B. 4,80 m und 120 Umdrehungen pro Minute legt in einer Stunde theoretisch einen Weg zurück von:
{\displaystyle 4{,}80\,\mathrm {m} \times 120/\mathrm {min} \times 60\,\mathrm {min} =34{,}56\,\mathrm {km} }
In Seemeilen: {\displaystyle {\frac {34{,}56\,\mathrm {km} }{1852\,\mathrm {m/sm} }}\approx 18{,}66\,\mathrm {sm} }
In 24 Stunden: ca. {\displaystyle 447{,}9\,\mathrm {sm} .}
Etwa 447,9 sm legt der Propeller also theoretisch in 24 Stunden zurück. Dieser Wert ist meistens höher als der wirklich zurückgelegte Weg, der von der nautischen Schiffsführung errechnet wurde. Daraus ergibt sich dann ein positiver Wert des „Slip“.
Ist im Gegensatz dazu der wirklich zurückgelegte Weg höher, ergibt sich ein negativer Wert des „Slip“.
Letzterer Fall im Beispiel:
Ist der nautisch errechnete „wahre“ zurückgelegte Weg z. B. 470 sm, ergibt sich daraus ein Slip von:
{\displaystyle {\frac {447{,}90-470}{447{,}90}}\approx -4{,}9\,\%.}
Dieser Wert sagt viel über den Zustand des Unterwasserrumpfes aus. Die Wasserströmung und Windverhältnisse haben bei Benutzung eines Logs, welches die Fahrt durch Wasser (FdW) misst, keinen Einfluss.
Da die Drehzahl eines Schiffsmotors auf See niemals gleichmäßig bleibt, wird täglich um 12:00 Uhr der Hubzähler (Umdrehungszähler) in das Maschinentagebuch eingetragen. Daraus kann man leicht die Gesamtdrehzahl der letzten 24 Stunden errechnen. Wenn man bei den beispielhaften Werten bleibt, ergibt sich in 24 Stunden eine Gesamtzahl von 172.800 Umdrehungen.
Diese Gesamtdrehzahl, mit der Steigung multipliziert und durch 1852 m/sm geteilt, ergäbe eine Wegstrecke von wiederum ca. 447,9 Seemeilen.
Zu einem negativen Slip kann es bei starkem Wind von achtern und starker Strömung kommen.

## Rad
Der Schlupf ist das Verhältnis der Drehzahl eines angetriebenen Rades {\displaystyle \omega } zu der eines (hypothetischen) nicht angetriebenen und daher formschlüssig  mitlaufenden Rades {\displaystyle \omega _{0}}: {\displaystyle S={\frac {\omega -\omega _{0}}{\omega _{0}}}}.
Sobald Antriebs- oder Bremskräfte auf das Rad übertragen werden, stellt sich ein geringer, von null verschiedener Schlupfwert ein. Wird das Rad stärker angetrieben oder gebremst, als es die Kraftschlussgrenze zulässt, wächst der Schlupf, bis es zu einem unkontrollierten Durchdrehen (Schleudern) bzw. Rutschen/Blockieren (Gleiten) der Räder kommen kann (eisenbahnfachsprachliche Bezeichnungen in Klammern). Der Schlupfwert {\displaystyle S} ist dann {\displaystyle \gg } 0 bzw. {\displaystyle \ll } 0; ob Antriebs- oder Bremsschlupf vorliegt, ist nach dieser Definition am Vorzeichen des Schlupfes zu erkennen. Der Zusammenhang zwischen Kraft bezogen auf eine konstante Radlast und Schlupf, wird als μ-Schlupf-Kurve bezeichnet.
Überträgt ein Rad zusätzlich Seitenführungskräfte, so führt eine resultierende Gesamtkraft in Höhe der Kraftschlussgrenze zu einem entsprechend hohen Schlupf in Richtung der Gesamtkraft, was eine reduzierte Seitenführung bewirkt (siehe auch Kammscher Kreis): Ein frontgetriebener Kraftwagen neigt daher beim Beschleunigen in Kurven zum Untersteuern, ein heckgetriebener zum Übersteuern. Bei Eisenbahnfahrzeugen kommt es in einer solchen Situation zu einer seitwärtigen Verschiebung des Radsatzes und ggf. zu einem Anlaufen der Spurkränze an den kurvenäußeren Schienenkopf.
Darüber hinaus existiert eine veraltete und aus physikalischer Sicht weniger konsequente Definition, die sich für die Zustände „Antreiben“ und „Bremsen“ unterscheidet:
Treib- bzw. Antriebsschlupf: {\displaystyle S_{T}={\frac {\omega -\omega _{0}}{\omega }}} und Bremsschlupf: {\displaystyle S_{B}={\frac {\omega _{0}-\omega }{\omega _{0}}}.}
Verwendet man diese Definition, so ergeben sich für die Zustände Antreiben und Bremsen unterschiedliche Schlupfsteifigkeiten, welche aber Vorteile beim Rechnen mit dem Schlupf haben: Zum einen wird er dadurch immer positiv und zum anderen werden Singularitäten in der Lösung vermieden, die bei der Division durch Null entstehen. So würde die Treibschlupfdefinition, angewendet auf ein blockierendes Rad, beim Bremsvorgang keine sinnvolle Lösung bringen.
Der Mechanismus der Kraftentstehung ist Gegenstand umfangreicher wissenschaftlicher Untersuchungen. Zwischen Karkasse und Straße befindet sich der elastische Laufstreifen, dessen Profilteilchen eine Verspannung erfahren. Die Profilteilchen laufen unverspannt in den Latsch ein und werden zunehmend durch den Geschwindigkeitsunterschied zwischen Karkasse und Straße verformt.

## Schrauben
Bei Schraubenverbindungen handelt es sich beim sogenannten „Schlupf“ oder auch „Lochspiel“ um den Abstand, der zu überwinden wäre, bevor zwischen Schraubenschaft und Bohrlochwandung eine (im Normalfall unerwünschte) Kraftübertragung stattfände; der Schaftdurchmesser der Schraube (bei St-Schrauben) und der Bohrlochdurchmesser sind nicht gleich groß.
Im Normalfall findet ein solcher Schlupf nicht statt, da die zu übertragenden Kräfte über die Pressung der Schraube(n) zwischen den Bauteilen und der damit verbundenen Reibung unterbunden werden – so das konstruktive Ziel einer Schraubverbindung.